# Тікотіко
Тікоті́ко (Anabacerthia) — рід горобцеподібних птахів родини горнерових (Furnariidae). Представники цього роду мешкають в Мексиці, Центральній і Південній Америці.

## Види
Виділяють п'ять видів:
- Тікотіко гірський (Anabacerthia striaticollis)
- Тікотіко бурохвостий (Anabacerthia variegaticeps)
- Філідор рудохвостий (Anabacerthia ruficaudata)
- Тікотіко білобровий (Anabacerthia amaurotis)
- Філідор вохристий (Anabacerthia lichtensteini)

## Етимологія
Наукова назва роду Anabacerthia походить від сполучення наукових назв родів Anabates Temminck, 1820 (синонім роду Пію Synallaxis) i Підкоришник (Certhia Linnaeus, 1758).